# Holsbybrunn
Holsbybrunn är en tätort i Vetlanda kommun i Jönköpings län, belägen 8 km öster om Vetlanda.

## Befolkningsutveckling
| Befolkningsutvecklingen i Holsbybrunn 1950–2020 | Befolkningsutvecklingen i Holsbybrunn 1950–2020 | Befolkningsutvecklingen i Holsbybrunn 1950–2020 | Befolkningsutvecklingen i Holsbybrunn 1950–2020 | Befolkningsutvecklingen i Holsbybrunn 1950–2020 |
| --- | ----------------------------------------------- | ----------------------------------------------- | ----------------------------------------------- | ----------------------------------------------- |
| |                                                 |                                                 |                                                 |                                                 |
| År |                                                 |                                                 | Folkmängd                                       | Areal (ha)                                      |
| 1950 | 1950                                            |                                                 | 452                                             | ##                                              |
| 1960 | 1960                                            |                                                 | 422                                             |                                                 |
| 1965 | 1965                                            |                                                 | 573                                             |                                                 |
| 1970 | 1970                                            |                                                 | 711                                             |                                                 |
| 1975 | 1975                                            |                                                 | 808                                             |                                                 |
| 1980 | 1980                                            |                                                 | 774                                             |                                                 |
| 1990 | 1990                                            |                                                 | 837                                             | 109                                             |
| 1995 | 1995                                            |                                                 | 830                                             | 109                                             |
| 2000 | 2000                                            |                                                 | 803                                             | 111                                             |
| 2005 | 2005                                            |                                                 | 780                                             | 111                                             |
| 2010 | 2010                                            |                                                 | 729                                             | 110                                             |
| 2015 | 2015                                            |                                                 | 783                                             | 121                                             |
| 2020 | 2020                                            |                                                 | 846                                             | 124                                             |
| Anm.: 1950 som Holsbybrunn. Namnändring 1960 från Holsbybrunn till Holsby. Namnändring 1980 från Holsby till Holsbybrunn. ## Som tätort/befolkningsagglomeration 1920–1950. |                                                 |                                                 |                                                 |                                                 |

## Samhället

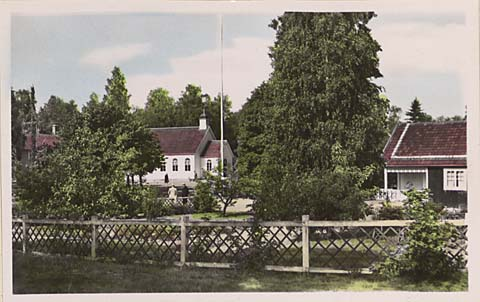
Handkolorerat foto, taget före 1955.

I samhället finns en grundskola för årskurs 1-6, Ädelfors folkhögskola samt Ädelfors Kurs och Konferens, en stor anläggning, Holsby Frikyrkoförsamling samt Bibelskolan Fackelbärarna i den tidigare brunnsorten Holsbybrunn. Nordost om Holsbybrunn finns Kleva gruva.